# بول ل. أيرس
بول ل. آيرز (بالإنجليزية: Paul L. Ayers)‏ لواء في الحرس الوطني لجزيرة رود آيلاند.